# Nissonita
La nissonita es un mineral de la clase de los minerales fosfatos. Fue descubierta en 1966 en una mina de cobre del condado de San Benito, en el estado de California (EE. UU.), siendo nombrada así en honor de W.H. Nisson, mineralogista norteamericano. Un sinónimo es su clave: IMA1966-026.

## Características químicas
Es un fosfato de cobre y magnesio, hidroxilado e hidratado.

## Formación y yacimientos
Es un raro mineral que se puede encontrar en las prospecciones de minerales del cobre. También se ha encontrado en Australia en yacimientos de mineral de hierro sedimentarios del precámbrico.
Suele encontrarse asociado a otros minerales como: malaquita, azurita, libethenita, turquesa, crisocola, cuprita, barita, calcita, yeso, riebeckita, hematita o cuarzo.